# Közönséges nünüke
A közönséges nünüke (Meloe proscarabaeus) a hólyaghúzófélék családjába tartozó, Európában honos bogár. Réteken, mezőkön, és meleg helyeken él. Hiányzik a szárnya, tehát a szárnyfedője kisebb méretű. Jellegzetessége, hogy megfogva sárgás folyadékot bocsát ki, amely fájdalmas hólyagokat okoz a bőrön. 

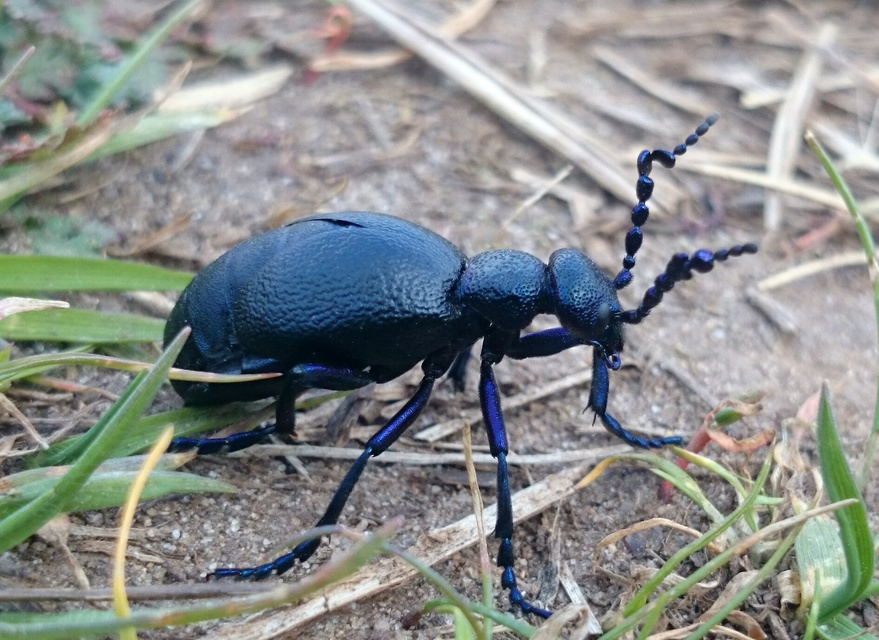
Hím közönséges nünüke

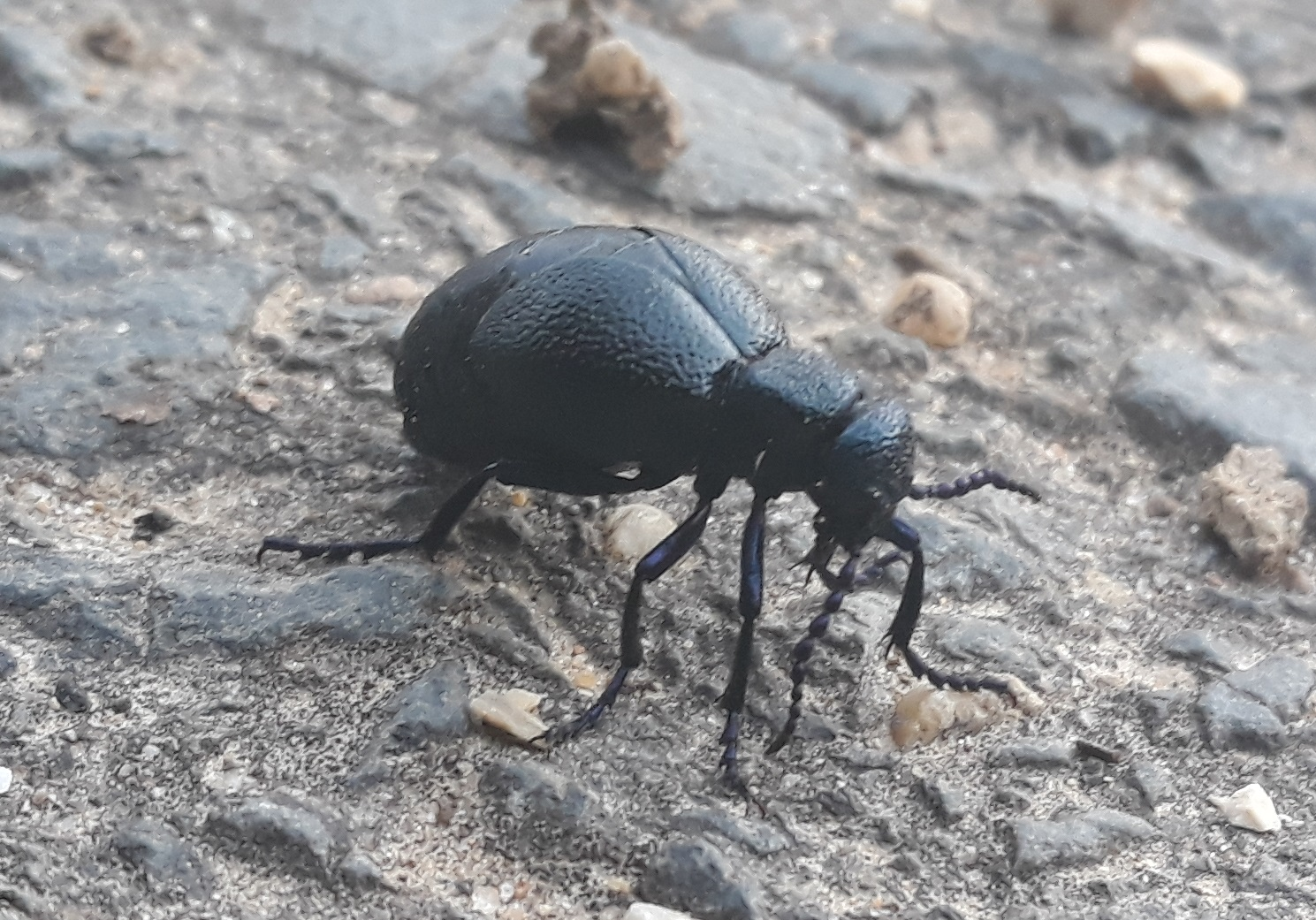
nünüke szemből

## Előfordulása
Eurázsiában honos az Ibériai-félszigettől egészen Japánig. 

## Megjelenése
Feje kicsi, rajta két csáp található. A tora kicsi, a potroha viszont a teste többi részének a kétszerese. Egész teste sötétkék és csillogó színű.

## Fejlődési ciklus
A hólyaghúzófélék teljes átalakulással fejlődnek. Első lárva, második lárva, álbáb, negyedik lárva, valódi báb, és imágó alakjuk is van. A nőstény a földbe rakja a petéket. A kikelő lárva felmászik egy virágra, belekapaszkodik egy méhbe, és beviteti magát a kaptárba, ahol nektárt és virágport fogyaszt.